# Сезар (кинопремия, 2015)
40-я церемония вручения наград премии «Сезар» за заслуги в области французского кинематографа за 2014 год прошла 20 февраля 2015 года в театре «Шатле» (Париж, Франция). Объявление номинантов и презентация официального постера состоялись на пресс-конференции 28 января 2015 года.
Церемония транслировалась в прямом эфире на канале Canal+ и проходила под председательством комедийного актёра и режиссёра Данни Буна. Её ведущим в третий раз выступил актёр Эдуар Бер.
Наибольшее количество наград получила драматическая лента «Тимбукту» мавританского режиссёра Абдеррахмана Сиссако, удостоенная семи премий из восьми номинаций, включая награды за лучший фильм и лучшую режиссуру. Таким образом, Абдеррахман Сиссако стал первым представителем Африки, получившим «Сезар» в режиссёрской номинации. Две биографические драмы (с почти одинаковым названием) о жизни модельера Ива Сен-Лорана были удостоены нескольких номинаций, но каждая получила только по одной премии: «Сен-Лоран. Стиль — это я» (фр. Saint Laurent — 10 номинаций, награда Анаис Роман за лучшие костюмы) и «Ив Сен-Лоран» (фр. Yves Saint Laurent — 7 номинаций, премия Пьеру Нине как лучшему актёру).
Почётный «Сезар» был вручён американскому актёру Шону Пенну. Кристен Стюарт стала первой американской актрисой, удостоенной «Сезара» в номинации «Лучшая актриса второго плана» (фильм «Зильс-Мария»). Кирилл Емельянов стал первым российским актёром, номинированный на премию «Сезар» в категории «Самый многообещающий актёр» (фильм «Мальчики с Востока»). 

## Список лауреатов и номинантов
Количество наград/номинаций:
- 1/10: «Сен-Лоран. Стиль — это я»
- 3/9: «Истребители»
- 7/8: «Тимбукту»
- 1/7: «Гиппократ» / «Ив Сен-Лоран»
- 1/6: «Семейство Белье» / «Зильс-Мария»
- 0/4: «Девичество»
- 1/3: «Красавица и чудовище»
- 0/3: «Мальчики с Востока»
- 1/2: «Дипломатия»
- 0/2: «В следующий раз я буду стрелять в сердце» / «Новая подружка» / «Два дня, одна ночь» / «Не в его стиле» / «Она его обожает» / «Лулу — обнажённая женщина» / «Да благословит Аллах Францию!» / «Я дышу» / «Фиделио или Одиссея Алисы» / «Люди и птицы» / «Тусовщица» / «Французский транзит»
- 1/1: «Букашки. Приключение в Долине муравьёв» / «Les Petits Cailloux» / «Соль Земли» / «Женщина из Рио» / «Мамочка»

### Основные категории
• Победители выделены отдельным цветом. 
| Категории                                  | Лауреаты и номинанты | Лауреаты и номинанты |
| ------------------------------------------ | --- | --- |
| Лучший фильм                               | • Тимбукту / Timbuktu / Le Chagrin des oiseaux (продюсеры: Сильви Пиала (Дантон), Этьен Комар; режиссёр: Абдеррахман Сиссако)       | • Тимбукту / Timbuktu / Le Chagrin des oiseaux (продюсеры: Сильви Пиала (Дантон), Этьен Комар; режиссёр: Абдеррахман Сиссако)  |
| Лучший фильм                               | • Истребители / Les Combattants (продюсер: Пьер Гюйяр; режиссёр: Тома Кайе)                                                         | |
| Лучший фильм                               | • Мальчики с Востока / Eastern Boys (продюсеры: Хью Шарбонно, Мари-Анж Люсьяни; режиссёр: Робен Кампийо)                            | |
| Лучший фильм                               | • Семейство Белье / La Famille Bélier (продюсеры: Эрик Йехельманн, Филипп Руссле, Стефани Берманн; режиссёр: Эрик Лартиго)          | |
| Лучший фильм                               | • Гиппократ / Hippocrate (продюсеры: Агнес Валли, Эммануэль Барро; режиссёр: Тома Лилти)                                            | |
| Лучший фильм                               | • Сен-Лоран. Стиль — это я / Saint Laurent (продюсеры: Эрик Альтмайер, Николя Альтмайер, Кристоф Ламбер; режиссёр: Бертран Бонелло) | |
| Лучший фильм                               | • Зильс-Мария / Sils Maria (продюсер: Шарль Жилибер; режиссёр: Оливье Ассаяс)                                                       | |
| Лучшая режиссура                           | | • Абдеррахман Сиссако за фильм «Тимбукту»                                                                                      |
| Лучшая режиссура                           | • Селин Сьямма — «Девичество» | |
| Лучшая режиссура                           | • Тома Кайе (фр.) — «Истребители»                                                                                                   | |
| Лучшая режиссура                           | • Робен Кампийо — «Мальчики с Востока»                                                                                              | |
| Лучшая режиссура                           | • Тома Лилти (фр.) — «Гиппократ» | |
| Лучшая режиссура                           | • Бертран Бонелло — «Сен-Лоран. Стиль — это я»                                                                                      | |
| Лучшая режиссура                           | • Оливье Ассаяс — «Зильс-Мария» | |
| Лучший актёр                               | | • Пьер Нине — «Ив Сен-Лоран» (за роль Ива Сен-Лорана)                                                                          |
| Лучший актёр                               | • Нильс Ареструп — «Дипломатия» (за роль Дитриха фон Хольтица)                                                                      | |
| Лучший актёр                               | • Гийом Кане — «В следующий раз я буду стрелять в сердце» (фр.) (за роль Франка Нюхарта)                                            | |
| Лучший актёр                               | • Франсуа Дамьен — «Семейство Белье» (за роль Родольфа Белье)                                                                       | |
| Лучший актёр                               | • Ромен Дюрис — «Новая подружка» (за роль Давида/Вирджинии)                                                                         | |
| Лучший актёр                               | • Венсан Лакост — «Гиппократ» (за роль Бенжамина Бароа)                                                                             | |
| Лучший актёр                               | • Гаспар Ульель — «Сен-Лоран. Стиль — это я» (за роль Ива Сен-Лорана)                                                               | |
| Лучшая актриса                             | | • Адель Анель — «Истребители» (за роль Маделин Больё)                                                                          |
| Лучшая актриса                             | • Жюльет Бинош — «Зильс-Мария» (за роль Марии Эндерс)                                                                               | |
| Лучшая актриса                             | • Марион Котийяр — «Два дня, одна ночь» (за роль Сандры)                                                                            | |
| Лучшая актриса                             | • Катрин Денёв — «Женщина во дворе» (фр.) (за роль Матильды)                                                                        | |
| Лучшая актриса                             | • Эмили Декьенн — «Не в его стиле» (фр.) (за роль Дженнифер)                                                                        | |
| Лучшая актриса                             | • Сандрин Киберлен — «Она его обожает» (фр.) (за роль Мюриэль Байен)                                                                | |
| Лучшая актриса                             | • Карин Виар — «Семейство Белье» (за роль Жижи Белье)                                                                               | |
| Лучший актёр второго плана                 | | • Реда Катеб — «Гиппократ» (за роль Абделя)                                                                                    |
| Лучший актёр второго плана                 | • Эрик Эльмонино — «Семейство Белье» (за роль Фабьена Томассона)                                                                    | |
| Лучший актёр второго плана                 | • Гийом Гальен — «Ив Сен-Лоран» (за роль Пьера Берже)                                                                               | |
| Лучший актёр второго плана                 | • Луи Гаррель — «Сен-Лоран. Стиль — это я» (за роль Жака де Баше)                                                                   | |
| Лучший актёр второго плана                 | • Жереми Ренье — «Сен-Лоран. Стиль — это я» (за роль Пьера Берже)                                                                   | |
| Лучшая актриса второго плана               | | • Кристен Стюарт — «Зильс-Мария» (за роль Валентины)                                                                           |
| Лучшая актриса второго плана               | • Марианн Деникур (фр.) — «Гиппократ» (за роль Денорманди)                                                                          | |
| Лучшая актриса второго плана               | • Клоди Жансак — «Лулу — обнажённая женщина» (фр.) (за роль Марты)                                                                  | |
| Лучшая актриса второго плана               | • Изиа Ижлен — «Самба» (за роль Маню)                                                                                               | |
| Лучшая актриса второго плана               | • Шарлотта Лебон — «Ив Сен-Лоран» (за роль Виктории Дотрелю)                                                                        | |
| Самый многообещающий актёр                 | | • Кевин Азаис — «Истребители»                                                                                                  |
| Самый многообещающий актёр                 | • Ахмед Драме (фр.) — «Наследники» (фр.)                                                                                            | |
| Самый многообещающий актёр                 | • Кирилл Емельянов — «Мальчики с Востока»                                                                                           | |
| Самый многообещающий актёр                 | • Пьер Рошфор — «Он ушёл в воскресенье» (фр.)                                                                                       | |
| Самый многообещающий актёр                 | • Марк Зинга (фр.) — «Да благословит Аллах Францию!» (фр.)                                                                          | |
| Самая многообещающая актриса               | | • Луан Эмера — «Семейство Белье»                                                                                               |
| Самая многообещающая актриса               | • Лу де Лааж — «Я дышу» (за роль Сары)                                                                                              | |
| Самая многообещающая актриса               | • Жозефин Жапи — «Я дышу» (за роль Шарли)                                                                                           | |
| Самая многообещающая актриса               | • Ариана Лабед — «Фиделио или Одиссея Алисы» (фр.)                                                                                  | |
| Самая многообещающая актриса               | • Кариджа Туре (фр.) — «Девичество»                                                                                                 | |
| Лучший оригинальный сценарий               | | • Абдеррахман Сиссако, Кессен Талль — «Тимбукту»                                                                               |
| Лучший оригинальный сценарий               | • Тома Кайе, Клод Ле Папе — «Истребители»                                                                                           | |
| Лучший оригинальный сценарий               | • Виктория Бедос (фр.), Станислас Карре де Мальбер (фр.), Эрик Лартиго (фр.), Тома Бидеген — «Семейство Белье»                      | |
| Лучший оригинальный сценарий               | • Тома Лилти, Байа Касми (фр.), Жюльен Лилти, Пьер Шоссон (фр.) — «Гиппократ»                                                       | |
| Лучший оригинальный сценарий               | • Оливье Ассаяс — «Зильс-Мария» | |
| Лучший адаптированный сценарий             | | • Сириль Жели (фр.), Фолькер Шлёндорф — «Дипломатия»                                                                           |
| Лучший адаптированный сценарий             | • Матьё Амальрик, Стефани Клео (фр.) — «Синяя комната» (фр.)                                                                        | |
| Лучший адаптированный сценарий             | • Сольвейг Анспах (фр.), Жан-Люк Гаже (фр.) — «Лулу — обнажённая женщина»                                                           | |
| Лучший адаптированный сценарий             | • Люка Бельво — «Не в его стиле» | |
| Лучший адаптированный сценарий             | • Седрик Анже (фр.) — «В следующий раз я буду стрелять в сердце»                                                                    | |
| Лучшая музыка к фильму                     | • Амин Бухафа (фр.) — «Тимбукту» | • Амин Бухафа (фр.) — «Тимбукту»                                                                                               |
| Лучшая музыка к фильму                     | • Жан-Баптист Де Лобье (фр.) — «Девичество»                                                                                         | |
| Лучшая музыка к фильму                     | • Беатрис Тирье (фр.) — «Люди и птицы» (фр.)                                                                                        | |
| Лучшая музыка к фильму                     | • Филипп Деэ, Лионель Флэр, Бенуа Ролт — «Истребители»                                                                              | |
| Лучшая музыка к фильму                     | • Ибрагим Маалуф — «Ив Сен-Лоран»                                                                                                   | |
| Лучший монтаж                              | • Надия Бен Рашид — «Тимбукту» | • Надия Бен Рашид — «Тимбукту»                                                                                                 |
| Лучший монтаж                              | • Лилиан Корбей — «Истребители» | |
| Лучший монтаж                              | • Кристел Девинтер — «Гиппократ» | |
| Лучший монтаж                              | • Фридерик Бейеэш — «Тусовщица» | |
| Лучший монтаж                              | • Фабрис Руа — «Сен-Лоран. Стиль — это я»                                                                                           | |
| Лучшая работа оператора                    | • Софиан Эль-Фани — «Тимбукту» | • Софиан Эль-Фани — «Тимбукту»                                                                                                 |
| Лучшая работа оператора                    | • Кристоф Бокарн — «Красавица и чудовище»                                                                                           | |
| Лучшая работа оператора                    | • Жози Дешайе (фр.) — «Сен-Лоран. Стиль — это я»                                                                                    | |
| Лучшая работа оператора                    | • Йорик Ле Со — «Зильс-Мария» | |
| Лучшая работа оператора                    | • Томас Хардмейер (нем.) — «Ив Сен-Лоран»                                                                                           | |
| Лучшие декорации                           | • Тьерри Фламан (фр.) — «Красавица и чудовище»                                                                                      | • Тьерри Фламан (фр.) — «Красавица и чудовище»                                                                                 |
| Лучшие декорации                           | • Жан-Филипп Моро — «Французский транзит»                                                                                           | |
| Лучшие декорации                           | • Катя Вышкоп (фр.) — «Сен-Лоран. Стиль — это я»                                                                                    | |
| Лучшие декорации                           | • Себастьян Биршле — «Тимбукту» | |
| Лучшие декорации                           | • Алин Бонетто (фр.) — «Ив Сен-Лоран»                                                                                               | |
| Лучшие костюмы                             | • Анаис Роман — «Сен-Лоран. Стиль — это я»                                                                                          | • Анаис Роман — «Сен-Лоран. Стиль — это я»                                                                                     |
| Лучшие костюмы                             | • Пьер-Ив Геро — «Красавица и чудовище»                                                                                             | |
| Лучшие костюмы                             | • Карин Сарфати — «Французский транзит»                                                                                             | |
| Лучшие костюмы                             | • Паскалин Шаванн — «Новая подружка»                                                                                                | |
| Лучшие костюмы                             | • Мадлин Фонтен (фр.) — «Ив Сен-Лоран»                                                                                              | |
| Лучший звук                                | • Филипп Вельш, Роман Димни, Тьерри Делор — «Тимбукту»                                                                              | • Филипп Вельш, Роман Димни, Тьерри Делор — «Тимбукту»                                                                         |
| Лучший звук                                | • Пьер Андре, Даниэль Собрино — «Девичество»                                                                                        | |
| Лучший звук                                | • Жан-Жак Ферран, Николя Моро, Жан-Пьер Лафорс (фр.) — «Люди и птицы»                                                               | |
| Лучший звук                                | • Жан-Люк Оди, Гийом Бушату, Нильс Барлетта — «Истребители»                                                                         | |
| Лучший звук                                | • Николя Кантен, Николя Моро, Жан-Пьер Лафорс — «Сен-Лоран. Стиль — это я»                                                          | |
| Лучший дебютный фильм                      | • Истребители / Les Combattants (режиссёр: Тома Кайе)                                                                               | • Истребители / Les Combattants (режиссёр: Тома Кайе)                                                                          |
| Лучший дебютный фильм                      | • Она его обожает / Elle l’adore (режиссёр: Жанна Эрри (фр.))                                                                       | |
| Лучший дебютный фильм                      | • Фиделио или Одиссея Алисы / Fidelio, l’odyssée d’Alice (режиссёр: Люси Борлето (фр.))                                             | |
| Лучший дебютный фильм                      | • Тусовщица / Party Girl (режиссёры: Мари Амашукели (фр.), Клер Бюргер (фр.), Самюэль Тейс (фр.))                                   | |
| Лучший дебютный фильм                      | • Да благословит Аллах Францию! / Qu’Allah bénisse la France (режиссёр: Абд аль-Малик (фр.))                                        | |
| Лучший полнометражный анимационный фильм   | • Букашки. Приключение в Долине муравьёв / Minuscule : La Vallée des Fourmis Perdues (реж. Тома Сабо, Элен Жиро)                    | • Букашки. Приключение в Долине муравьёв / Minuscule : La Vallée des Fourmis Perdues (реж. Тома Сабо, Элен Жиро)               |
| Лучший полнометражный анимационный фильм   | • Песнь моря / Song of the Sea (реж. Томм Мур)                                                                                      | |
| Лучший полнометражный анимационный фильм   | • Джек и механическое сердце / Jack et la mécanique du coeur (реж. Матиас Мальзьё, Стефан Берла)                                    | |
| Лучший короткометражный анимационный фильм | • Les Petits Cailloux (реж. Хлое Мазло)                                                                                             | • Les Petits Cailloux (реж. Хлое Мазло)                                                                                        |
| Лучший короткометражный анимационный фильм | • Пиф-паф! / Bang Bang! (реж. Жюльен Бисаро)                                                                                        | |
| Лучший короткометражный анимационный фильм | • Panique au village: la bûche de Noël (реж. Венсан Патар, Стефани Обье)                                                            | |
| Лучший короткометражный анимационный фильм | • Кастрюлька Анатоля / La Petite Casserole d’Anatole (реж. Эрик Моншод)                                                             | |
| Лучший документальный фильм                | • Соль Земли / The Salt of the Earth / Le Sel de la Terre (реж. Вим Вендерс, Джулиано Рибейро Сальгадо, продюсер: Давид Розье)      | • Соль Земли / The Salt of the Earth / Le Sel de la Terre (реж. Вим Вендерс, Джулиано Рибейро Сальгадо, продюсер: Давид Розье) |
| Лучший документальный фильм                | • Карикатуристы / Caricaturistes, fantassins de la démocratie (реж. Стефани Валлоатто, продюсеры: Раду Михайляну, Сирил Блан)       | |
| Лучший документальный фильм                | • Les Chèvres de ma mère (реж. Софи Одир, продюсеры: Анн-Сесиль Бертомо, Эдуар Мориат)                                              | |
| Лучший документальный фильм                | • La Cour de Babel (реж. Жюли Бертуччелли, продюсеры: Яэль Фогель, Летиция Гонзалез, Эрик Лажес)                                    | |
| Лучший документальный фильм                | • Национальная галерея / National Gallery (реж. Фредерик Вайсман, продюсер: Пьер-Оливье Барде)                                      | |
| Лучший короткометражный фильм              | • Женщина из Рио / La femme de Rio (реж. Эмма Лукини, Николя Рей)                                                                   | • Женщина из Рио / La femme de Rio (реж. Эмма Лукини, Николя Рей)                                                              |
| Лучший короткометражный фильм              | • Аисса / Aïssa (реж. Клеман Трехи-Лаланн)                                                                                          | |
| Лучший короткометражный фильм              | • Inupiluk (реж. Себастьен Бетбедер)                                                                                                | |
| Лучший короткометражный фильм              | • Les Jours d’avant (реж. Карим Мусави)                                                                                             | |
| Лучший короткометражный фильм              | • Où je mets ma pudeur (реж. Себастьен Байли)                                                                                       | |
| Лучший короткометражный фильм              | • Поездка в Панаму / La virée à Paname (реж. Карин Мей, Хаким Зуани)                                                                | |
| Лучший иностранный фильм                   | • Мамочка / Mommy (Канада, реж. Ксавье Долан)                                                                                       | • Мамочка / Mommy (Канада, реж. Ксавье Долан)                                                                                  |
| Лучший иностранный фильм                   | • 12 лет рабства / 12 Years a Slave (США, реж. Стив Маккуин)                                                                        | |
| Лучший иностранный фильм                   | • Отрочество / Boyhood (США, реж. Ричард Линклейтер)                                                                                | |
| Лучший иностранный фильм                   | • Два дня, одна ночь / Deux jours, une nuit (Бельгия, реж. Жан-Пьер Дарденн, Люк Дарденн)                                           | |
| Лучший иностранный фильм                   | • Ида / Ida (Польша, реж. Павел Павликовский)                                                                                       | |
| Лучший иностранный фильм                   | • Отель «Гранд Будапешт» / The Grand Budapest Hotel (США, реж. Уэс Андерсон)                                                        | |
| Лучший иностранный фильм                   | • Зимняя спячка / Kış Uykusu (Турция, реж. Нури Бильге Джейлан)                                                                     | |

### Специальные награды
| Почётный «Сезар» |  | • Шон Пенн   |
| Золотая медаль Академии искусств и технологий кинематографа (Médaille d'or de l'Académie des arts et techniques du cinéma) |  | • Люк Бессон |